# USS Tambor (SS-198)
USS Tambor (SS-198) – amerykański okręt podwodny z czasów drugiej wojny światowej typu Tambor. 
W czasie służby, "Tambor" uzyskał 11 potwierdzonych zatopień, o łącznym tonażu 33 479 ton.